# Приймак, Иван Андреевич
Иван Андреевич Приймак (1899 г. - 1962 г.) — советский учёный-металлург, экономист, специалист по организации труда и техническому нормированию на предприятиях чёрной металлургии. Доктор технических наук, профессор кафедры экономики и организации производства МИСиС.

## Биография
Иван Андреевич Приймак родился в 1899 г. После окончания Киевского института народного хозяйства с квалификацией инженера-металлурга работал на заводе им. Петровского в Днепропетровске сначала инженером доменного цеха, а затем заместителем начальника отдела технического нормирования завода. С 1932 г. начал работать в Москве инженером технического нормирования в ВСНХ СССР, в Народных комиссариатах труда и тяжелой промышленности СССР, а с 1939 г. заместителем начальника управления рабочих кадров, труда и зарплаты Министерства черной металлургии СССР.
Начиная с 1930 г., И.А. Приймак преподает по совместительству в Московском институте стали на кафедре экономики и организации производства - приглашен заведующим кафедрой И.П. Бардиным для чтения курса "Организация металлургического производства". В 1933 г. И.А. Приймак был утвержден в звании доцента по кафедре технического нормирования, а в 1938 г. ему присуждена без защиты диссертации степень кандидата технических наук.
В 1952 г. И. А. Приймак после конфликта с министром чёрной металлургии И.Ф. Тевосяном переходит из Минчермета СССР в Институт стали на постоянную работу, став заместителем И.П. Бардина по кафедре, который заведовал ею по совместительству. В 1955 г. защищает докторскую диссертацию. После смерти И.П. Бардина в 1960 г. профессор И.А. Приймак становится заведующим кафедрой «Экономики и организации производства» Московского института стали.
Скончался 7 мая 1962 г.

## Научная и образовательная деятельность
И.А Приймак был крупным специалистом в области организации труда и технического нормирования. Его работы использовались на предприятиях чёрной металлургии, с которыми он постоянно был связан по работе.
Научная деятельность И.А. Приймака была направлена на создание теоретических основ организации потоков в чёрной металлургии. Это было естественным продолжением исследований по техническому нормированию производственных процессов. По результатам исследований была защищена докторская диссертация и издана соответствующая монография.
Еще до приглашения в МИС И.А. Приймак был известным учёным в области технического нормирования, автором монографии и учебного пособия по техническому нормированию в чёрной металлургии "Организация труда и техническое нормирование в металлургическом производстве" (переведена на румынский, чешский, польский и китайский языки). Эти книги и послужили прообразом для учебного курса «Организация металлургического производства». Затем под научной редакцией профессора И.А. Приймака и его авторском участии был создан первый учебник по организации металлургического производства (1956 г., в соавторстве с Б. Рябеньким и И. Мошкевичем), который в доработанном виде переиздан в 1961 г., так же был издан в Китае. Изданием этого учебника было завершено создание научных основ учебного курса по организации металлургического производства.
Автор около 40 научных работ. Докторская диссертация И.А. Приймака была посвящена разработке научных основ организации потоков в металлургических цехах. Она была защищена в 1955 г. и в 1957 г. опубликована в монографии. По существу, диссертация была предвестником работ в области промышленной логистики, основанной на исследованиях И.А. Приймака по техническому нормированию процессов.

## Основные работы
- И.А.Приймак. Организация труда и техническое нормирование в металлургическом производстве. — М.: Металлургиздат, 1952 г.
- И.А.Приймак, Б.А.Рябинский, И.Е.Машкевич. Организация металлургического производства. — М.: Металлургиздат, 1961 г.
- И.А. Приймак. Основы организации производственных потоков — М.: Металлургиздат, 1957 г.

## Признание
Деятельность И.А. Приймака была отмечена правительственными наградами - пятью орденами и двумя медалями.